# Achradocera africana
Achradocera africana är en tvåvingeart som beskrevs av Octave Parent 1934. Achradocera africana ingår i släktet Achradocera och familjen styltflugor.
Artens utbredningsområde är Kongo. Inga underarter finns listade i Catalogue of Life.